# عقد 1280 هـ
عقد 1280 هـ هو الفترة بين عام 1280 إلى 1289 في التقويم الهجري، أي العشر سنوات التاسعة من القرن الثالث عشر الهجري.